# هارونا فوکوئوکا
هارونا فوکوئوکا (انگلیسی: Haruna Fukuoka؛ زادهٔ ۲۵ ژانویهٔ ۱۹۸۴) یک بازیکن تنیس روی میز اهل ژاپن است. 
وی در مسابقات کشوری و بین‌المللی در مجموع برنده ۲ مدال برنز شده‌است.